# Infestissumam
Infestissumam – drugi album studyjny szwedzkiego zespołu muzycznego Ghost. Wydawnictwo ukazało się 10 kwietnia 2013 roku nakładem wytwórni muzycznych Loma Vista Recordings, Republic Records, Rise Above Records i Sonet Records.
Nagrania zostały zarejestrowane i zmiksowane Blackbird Studios w Nashville w stanie Tennessee. Mastering odbył się w Sterling Sound w Nowym Jorku. Partie chóru zostały nagrane w The Bridge Recording Studios w Glendale w stanie Kalifornia. Dodatkowe partie nagrano w Mayfire Studio w Linköping oraz w Hufvudstaden w Söderköping w Szwecji.
Album dotarł do 28. miejsca listy Billboard 200 w Stanach Zjednoczonych sprzedając się w nakładzie 14 tys. egzemplarzy w ciągu tygodnia od dnia premiery.

## Lista utworów
Opracowano na podstawie materiału źródłowego.
1. "Infestissumam" - 01:42
2. "Per Aspera Ad Inferi" - 04:09
3. "Secular Haze" - 05:08
4. "Jigolo Har Megiddo" - 03:59
5. "Ghuleh / Zombie Queen" - 07:29
6. "Year Zero" - 05:51
7. "Body and Blood" - 04:44
8. "Idolatrine" - 04:24
9. "Depth of Satan's Eyes" - 05:26
10. "Monstrance Clock" - 05:53

Deluxe Edition
1. "La Mantra Mori" - 5:14
2. "I'm a Marionette" - 4:52 (cover ABBY)
3. "Waiting for the Night" - 5:36 (cover Depeche Mode, wydanie japońskie)

Infestissumam Redux
1. "La Mantra Mori" - 5:14
2. "If You Have Ghosts" - 3:34 (cover Roky'ego Ericksona)
3. "I'm a Marionette" - 4:52 (cover ABBY)
4. "Crucified" - 5:13 (cover Army of Lovers)
5. "Waiting for the Night" - 5:37 (cover Depeche Mode)
6. "Secular Haze" (na żywo) - 5:27

## Listy sprzedaży
| Lista                       | Kraj              | Pozycja |
| --------------------------- | ----------------- | ------- |
| Billboard 200               | Stany Zjednoczone | 28      |
| Billboard Hard Rock Albums  | Stany Zjednoczone | 1       |
| Billboard Top Rock Albums   | Stany Zjednoczone | 10      |
| Billboard Tastemaker Albums | Stany Zjednoczone | 2       |
| Billboard Top Album Sales   | Stany Zjednoczone | 28      |